# Franc-maçonnerie magazine
Franc-maçonnerie magazine (typographié Franc-Maçonnerie magazine par l'éditeur) est un magazine d'information mensuel français consacré à la franc-maçonnerie. Il succède à Initiations magazine fondé en 2004. Il se veut indépendant de toute obédience maçonnique.

## Historique
Franc-maçonnerie magazine est né de la volonté d’ouverture et de modernisme de la part de francs-maçons, toutes obédiences confondues. Vendu également dans les points presse et non plus uniquement sur abonnement comme son prédécesseur Initiations magazine, il s'adresse à un public de francs-maçons comme au grand public - les profanes - qui veulent connaître la franc-maçonnerie, son histoire, ses symboles et sa place dans la société actuelle.

## Ligne éditoriale
Le paysage maçonnique francophone, héritier d'une histoire mouvementée, présente une grande pluralité d'obédiences aux sensibilités diverses : masculines, féminines ou mixtes, certaines se revendiquent plus sociétales, d'autres plus symbolistes, offrant une variété de rites pratiqués. Face à cette diversité, l'ambition affichée  est  selon une formule maçonnique de « réunir ce qui était épars »,  c'est-à-dire de proposer un média qui puisse refléter les divers courants de la franc-maçonnerie, tout en insistant sur les points communs et fédérateurs. Les sujets proposent des articles aux thèmes multiples, débat d'idée sur la société, histoire de la maçonnerie, thèmes symboliques, ou encore sur la franc-maçonnerie en général en France et en Europe.

## Signatures
- Magali Aimé
- Pierre-Yves Beaurepaire
- Philippe Benhamou
- Alain Bernheim
- Jean-Moïse Braitberg
- Éric Burst
- Sonia Caraty
- André Combes
- Jean-Louis Coy
- Roger Dachez
- Dominique Delpiroux
- Yves Hivert-Messeca
- Pierre Invernizzi
- Jiho
- Nathalie Kaufmann-Khelifa
- François Labbé
- David le Dû
- Jean-Luc Leguay
- Michel Lustig
- Irène Mainguy
- Ludovic Marcos
- Marie-Dominique Massoni
- Jean-Michel Mathonière
- Pierre Mollier
- Dominique Morillon
- Pierre Pelle le Croisa
- Henri Peña-Ruiz
- Armand Pouille
- Alain Pozarnik
- Jiri Pragman
- Andrée Prat
- Jacques Ravenne
- Cécile Révauger
- Julian Rees
- Éric Saunier
- Jean-Claude Sitbon
- Martine Umhauer

## Diffusion
Franc-maçonnerie magazine a initialement été publié à raison de six numéros par an, sept en 2012 et huit numéros à partir de 2013.Le magazine est diffusé en France, dans les régions et collectivités d’Outre-mer, en Europe francophone (Belgique, Suisse, Luxembourg), en Allemagne, en Espagne, au Portugal, en Afrique et au Canada.